# Martin Arnold (Geistlicher, 1946)
Martin Arnold (* 1946) ist ein deutscher Friedensforscher und evangelischer Pfarrer i. R.

## Leben

### Herkunft und Ausbildung
Martin Arnold wurde 1946 am Niederrhein geboren und wuchs im Hunsrück auf. 1966 meldete er sich freiwillig zur Bundeswehr und begann die Offizierslaufbahn bei einer Panzerkompanie. Nach 13 Monaten entschied er sich jedoch, bewusst als Christ zu leben und verweigerte den Kriegsdienst. In Bethel/Bielefeld und Heidelberg studierte er Evangelische Theologie, in Bielefeld war er Vikar und wurde 1977 in Leverkusen Pfarrer der Evangelischen Kirche im Rheinland.

## Wirken
1978 bis 2010 arbeitete er als Berufsschulpfarrer in Essen, wo er 2004 mehrere Jahre für die Friedensforschung freigestellt wurde. An der Universität Marburg hielt er 1999 bis 2005 als Lehrbeauftragter und Mitglied im Marburger Zentrum für Konfliktforschung Seminare zur Gütekraft im Studiengang Friedens- und Konfliktforschung.
2010 wurde er an der Universität Siegen zum Dr. phil. promoviert.

### Engagement für Frieden und Umwelt
Martin Arnold gründete 1980 die Essener Regionalgruppe „Ohne Rüstung Leben“, die sich zusammen mit anderen Gruppen des Essener Friedensforums gegen die sogenannte Nachrüstung engagierte und Informationen zu Krieg und Frieden veröffentlichte. 1981 gelang es einem Aktionsbündnis, das von der Ohne-Rüstung-Leben-Gruppe ausging, durch Aktionen und Appelle an die Essener Politik die bis dahin regelmäßig präsentierte Ausstellung „Euer Heer“ aus Essen zu vertreiben und eine Ausstellung über Soziale Verteidigung zu zeigen. Die Entscheidung, aus Gewissensgründen Steuern für das Militär zu verweigern und einen Teil seiner Steuerzahlung einzubehalten, führte Arnold in mehreren Schritten bis vor das Bundesverfassungsgericht, um dort die „Anerkennung von Gewissensgründen für die Verweigerung der Steuerzahlung für Tötungsmaschinen“ einzuklagen. Die Gebühr von 1000 D-Mark, die das Gericht 1993 nach einer Gesetzesänderung für die Bearbeitung der Klage verlangte, war Anlass für eine weitere Aktion: Tausende von Unterstützenden überwiesen Pfennigbeträge an das Gericht; mehr als 7000 D-Mark kamen so zusammen. Die Klage allerdings wurde nicht angenommen.
1985 initiierte Arnold zusammen mit Reinhard Egel-Völp die Ökumenische Aktion „Steuern zu Pflugscharen“, die er bis 1995 leitete. Ziel dieser Aktion ist, dass die Kirchen ihren Mitarbeitern die Möglichkeit geben, den für Rüstung verwendeten Teil ihrer Steuern zu verweigern, und dass sie Kriegssteuerverweigerung in gleicher Weise unterstützen wie die Verweigerung des Kriegsdienstes mit der Waffe. „Steuern zu Pflugscharen“ ist Teil des Netzwerks Friedenssteuer, das 1993 den Aachener Friedenspreis erhielt.
In den 1990er Jahren nahm Arnold zweimal an Aktionen des zivilen Ungehorsams gegen Atomwaffen am EUCOM (Europäisches Befehlszentrum der US-Streitkräfte) in Stuttgart teil. 1995 führte die Aktion, bei der die Gruppe EUCOMmunity den Zaun des US-Hauptquartiers aufschnitt und innen gegen die Atomwaffen ein Friedensfest feierte, für Arnold zu einem Bußgeld von 1000 D-Mark. 1997 wurde er für das Zaunaufschneiden und das Betreten des Geländes zu einer Strafe von 15 Tagessätzen verurteilt.
Seit 2010 engagiert sich Martin Arnold bei Wege für Essen, beim Runden UmweltTisch Essen und im Netzwerk Bürgerinitiativen, einem Zusammenschluss von sieben verkehrsengagierten Gruppen im Ruhrgebiet. Auf seine Initiative geht die Gründung der Mobilität~Werk~Stadt zurück, in der Bürger gemeinsam mit Verkehrsexperten sowie Menschen aus Politik, Verwaltung und Wirtschaft Vorschläge für ein neues Mobilitätskonzept für das Ruhrgebiet erarbeiten.

### Wissenschaftliche Erforschung der Gütekraft
Martin Arnold ist seit 1997 ehrenamtlicher Mitarbeiter des Instituts für Friedensarbeit und gewaltfreie Konfliktaustragung IFGK, eines Netzwerks von Wissenschaftlern, die sich für Gewaltfreiheit, soziale Gerechtigkeit und Bewahrung der Lebensgrundlagen engagieren. Dort organisierte Arnold mehrere Studientage.
1998 gründete er zusammen mit Menschen aus Friedensforschung und -bewegung die Arbeitsgruppe Gütekraft. Ihr Ziel ist, die Hintergründe der Erfolge von Mohandas K. Gandhi, Martin Luther King und anderen gewaltfrei Agierenden wissenschaftlich zu erforschen und die Ergebnisse zu verbreiten. Zwischen 1997 und 2005 hielt Arnold als Lehrbeauftragter an der Philipps-Universität Marburg mehrere Seminare zu Gütekraft / Gewaltfreiheit im Studiengang Friedens- und Konfliktforschung. Er unterstützte Konzeption, Erstellung und Publikation der ersten wissenschaftlichen Studie zur Gütekraft: Konflikttransformation durch Gütekraft von Burkhard Bläsi (2001).
2010 wurde er im Fachbereich 1 der Universität Siegen promoviert. Ziel seiner rund 1000 Seiten starken Studie Die Wirkungsweise gewaltfreier Praxis: Zentrale Konfliktaustragungskonzepte im interkulturellen Vergleich war, die Erfolgsfaktoren von Konzepten gewaltfreier Aktion herauszuarbeiten: Wie kann es gelingen, gewaltbereiten Personen oder Personengruppen wirksam entgegenzutreten, ohne Gewalt anzuwenden? Warum können Menschen auf friedlichem Wege erfolgreich gegen Unterdrückung, Ausbeutung oder andere schwere Missstände vorgehen? Durch den Vergleich der Konzepte von Hildegard Goss-Mayr, Mohandas K. Gandhi und Bart de Ligt, die mit ihrem gewaltfreien Vorgehen bedeutende Erfolge erzielen konnten, zeigt Arnold auf, dass es weitreichende Gemeinsamkeiten gibt, die es rechtfertigen, von einem elementaren Konzept der Gütekraft zu sprechen, das unabhängig von Religion und Weltanschauung der Beteiligten auf allen Gesellschaftsebenen anwendbar ist, um Missstände auf friedlichem Wege abzubauen.

### Weitere Mitgliedschaften
Arnold ist Mitglied im Internationalen Versöhnungsbund – Deutscher Zweig e. V. und Gründungsmitglied des Bundes für Soziale Verteidigung.

## Publikationen
- Gütekraft erforschen. Minden 1999 (gemeinsam mit Gudrun Knittel; Text online)
- Gütekraft – Satjagrah: Handlungsleitendes Theorem auf dem Weg der Versöhnung. 2001, in: Hummel, Hartwig (Hrsg.): Völkermord – friedenswissenschaftliche Annäherungen. Schriftenreihe der Arbeitsgemeinschaft für Friedens- und Konfliktforschung e. V. (AFK), Band XXVIII, S. 206–220
- Gütekraft (Satjagrah): Thema für die Friedens- und Konfliktforschung. 2001 Arbeitspapier Nr. 16 des IFGK
- Gütekraft – auf dem Weg der Versöhnung. 2001, in: gewaltfreie aktion, Heft 127, S. 6–14
- Was untersucht die Gütekraft-Forschung? 2003, Arbeitspapier Nr. 18 des IFGK
- … immer noch von Gandhi lernen? – Ziviler Widerstand, non-violence, Gütekraft. In: Wissenschaft und Frieden, Heft 3/2004, S. 22–25
- Gütekraft und Gewaltherrschaft. In: ArcheForum, Heft 94/95, Herbst/Winter 2004, S. 26–27
- Gütekraft. Ein Wirkungsmodell aktiver Gewaltfreiheit nach Hildegard Goss-Mayr, Mohandas K. Gandhi und Bart de Ligt. Mit einem Geleitwort von Johan Galtung. 2011 Baden-Baden.
- Gütekraft – Hildegard Goss-Mayrs christliche Gewaltfreiheit. 2011  Overath.
- Gütekraft – Gandhis Satyagraha. 2011 Overath.
- Gütekraft – Bart de Ligts humanistische Geestelijke Weerbaarheid. 2011 Overath.
- Von der Gewaltfreiheit zur Gütekraft. 2012 Berlin. In: Ziviler Ungehorsam und Gewaltfreie Aktion in den Bewegungen. Über das Verhältnis von Theorie und Praxis. Herausgegeben im Auftrag des Bundes für Soziale Verteidigung von Christine Schweitzer, Aphorisma-Verlag, Kleine Texte 51, S. 23–36 – Online: https://www.martin-arnold.eu/wp-content/uploads/2012/12/2012-1223vGewaltfreiheitzuG%c3%bctekraft1.pdf